# Pointe de Perharidy
La pointe de Perharidy se situe entre Roscoff et Santec. Dans son prolongement se trouve l'île de Batz. Cette pointe est occupée par un centre hospitalier privé de la Fondation Ildys  spécialisé dans les soins de suite et de réadaptation.

## Zone de protection naturelle
L'extrémité de celle-ci a été rachetée en 2010 par le Conservatoire du littoral  avec la participation financière de la commune de Roscoff, du centre hospitalier  de Perharidy, du conseil départemental et du conseil régional.
Sa mission première fut la restauration de cet espace naturel puis de son aménagement. Un sentier de découverte a été réalisé pour le rendre accessible aux personnes à mobilité réduite.

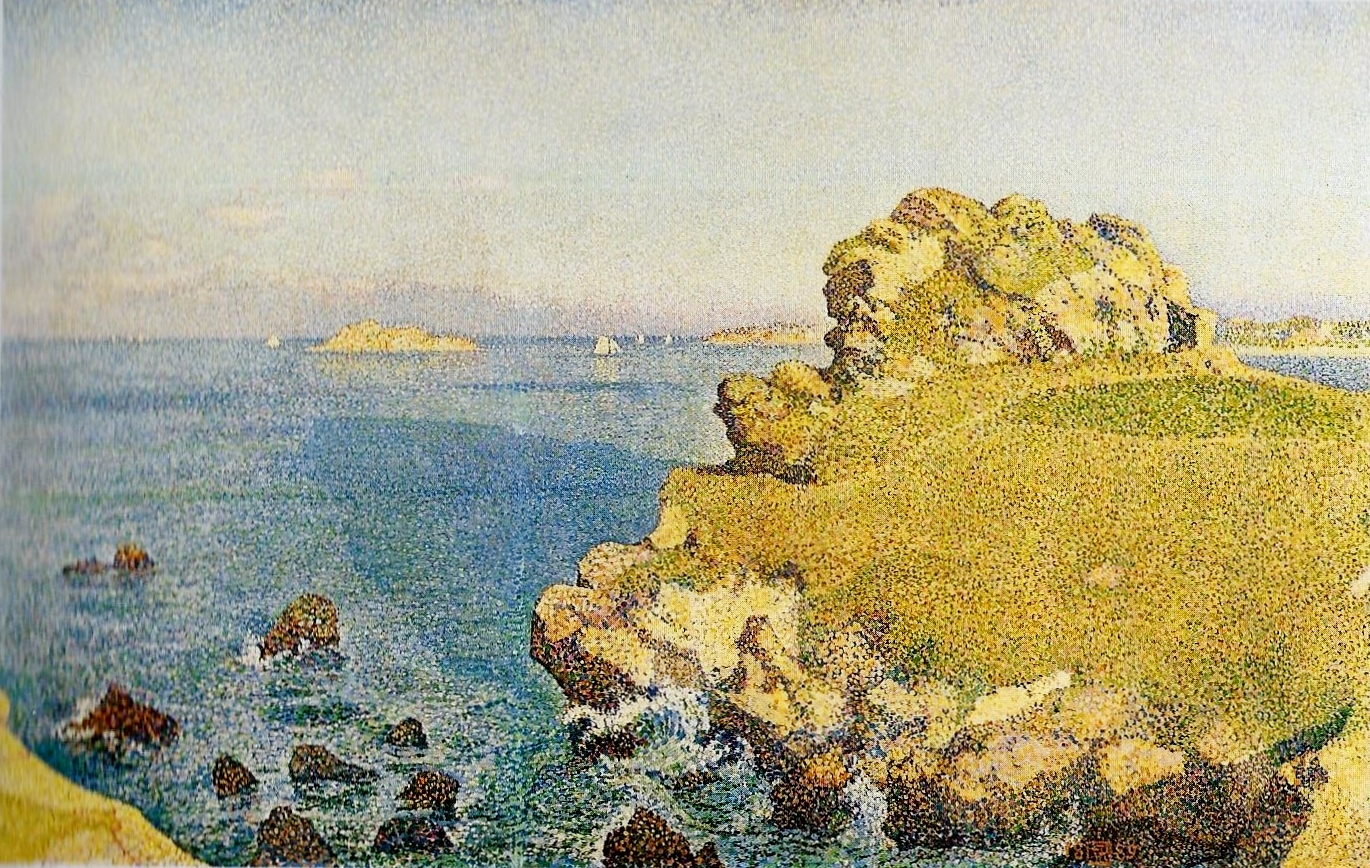
Théo van Rysselberghe : La pointe de Perharidy à Roscoff (1889)

## Vestiges de la seconde guerre mondiale
Du fait de la situation stratégique de cette petite presqu'île, l'armée allemande y avait édifié des bunkers, lors de la Deuxième Guerre mondiale, toujours visibles. Le Fort de Perharidy, édifié par Vauban sur un ilot à la pointe nord-ouest, a été transformé en résidence secondaire à la fin du XIXe siècle. Il a été un temps la propriété du journaliste et romancier Michel Morphy (1863-1928). 

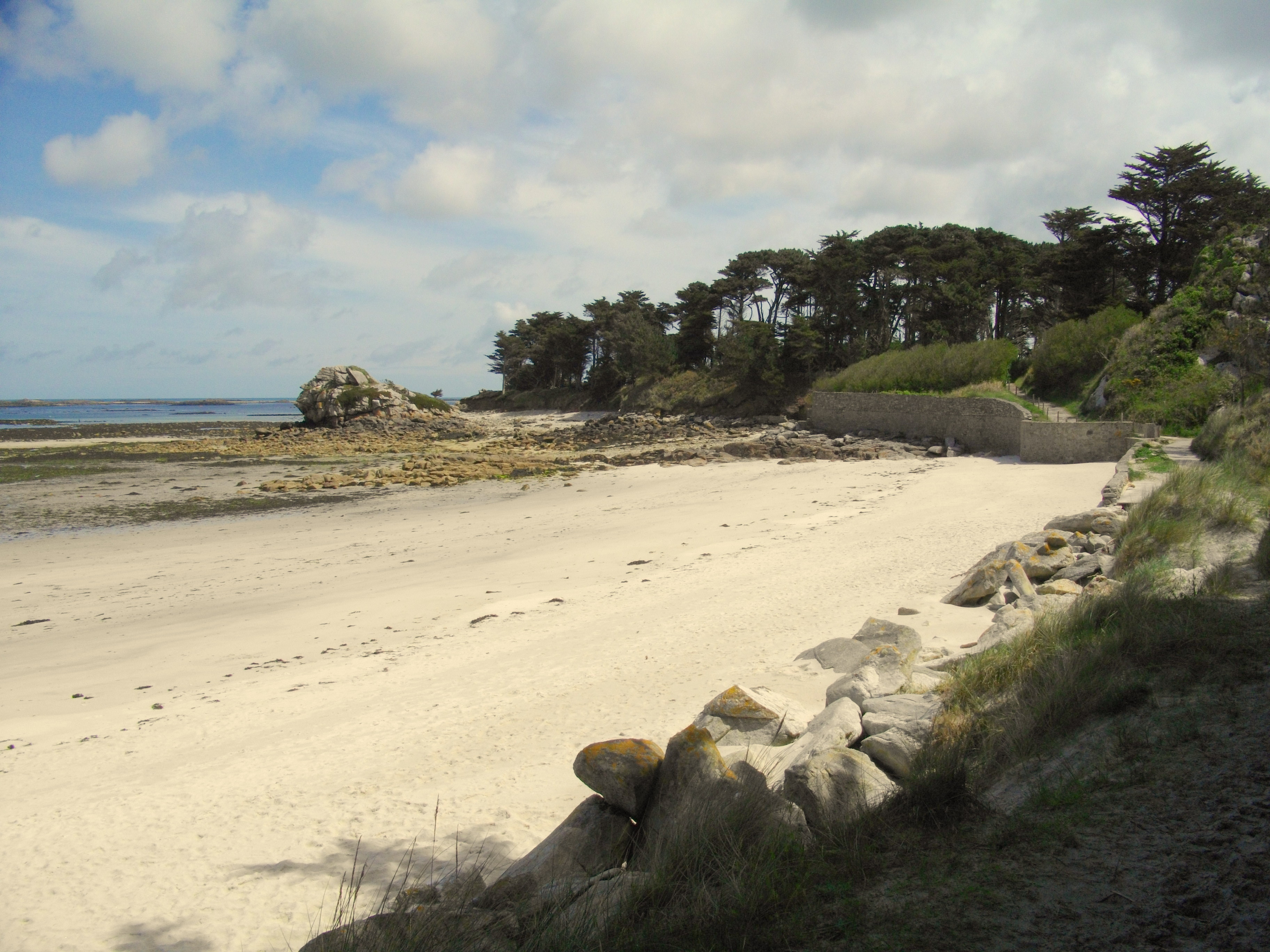
La plage nord
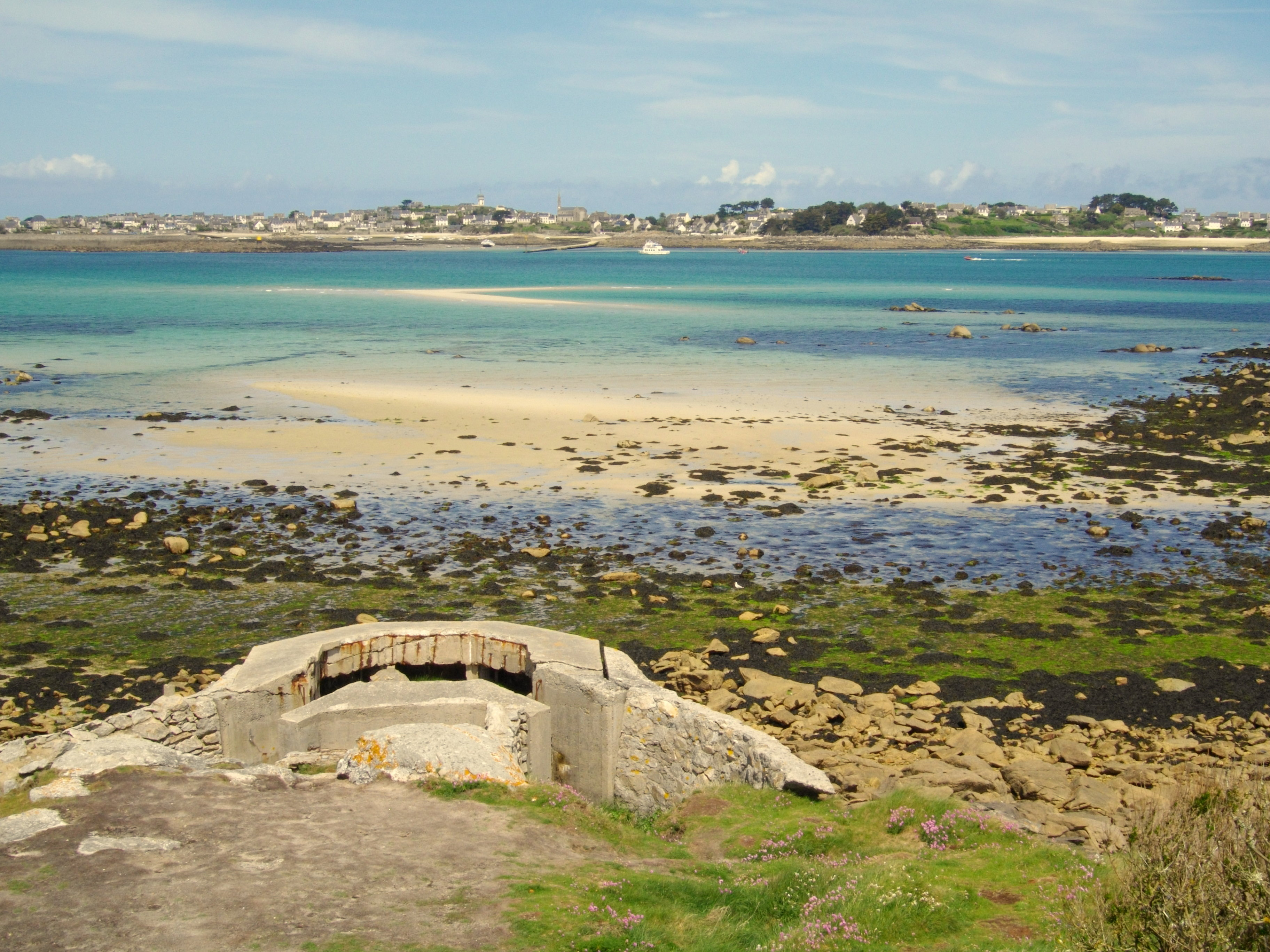
L'Île de Batz
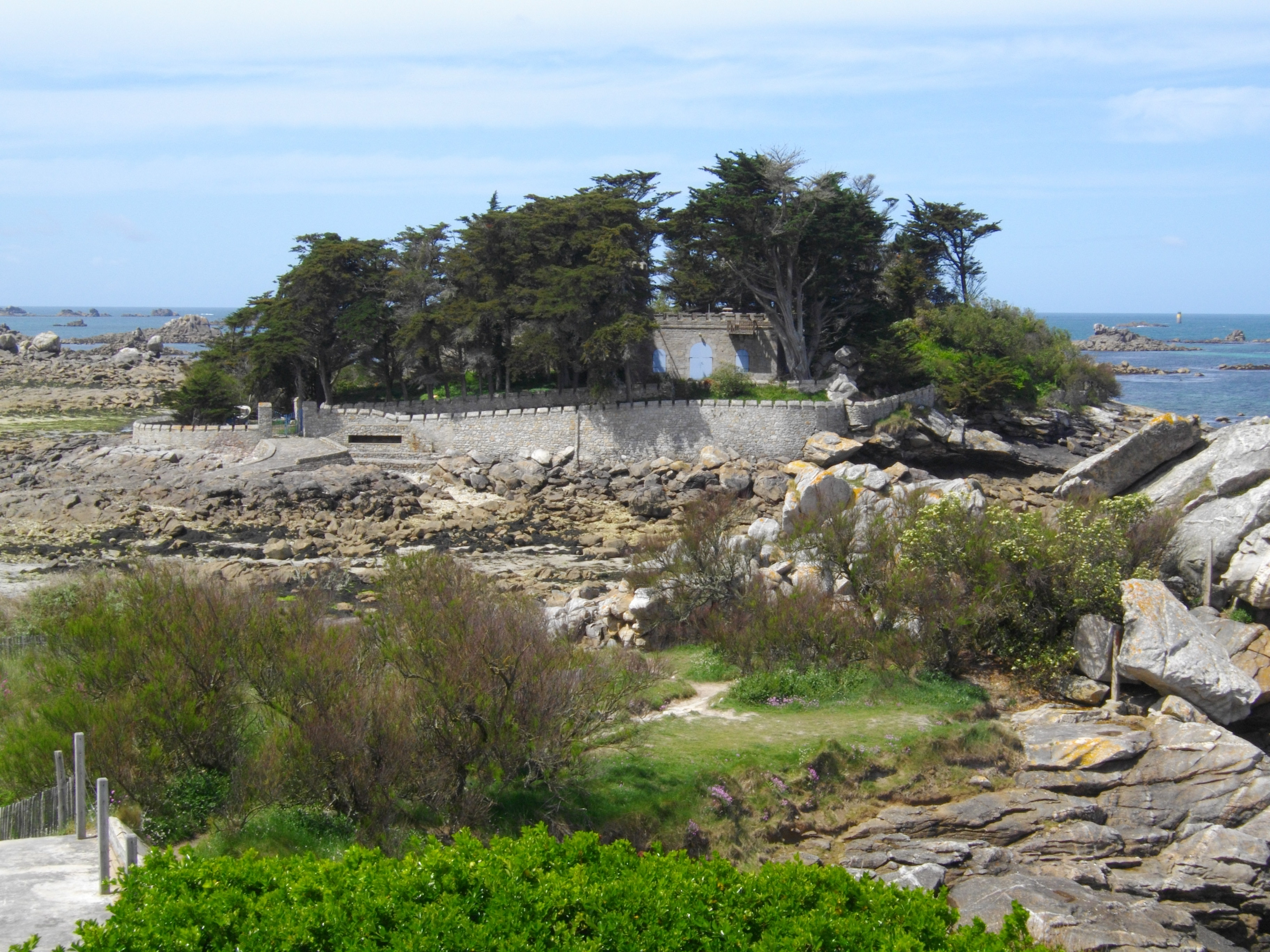
Le Fort de Perharidy (propriété privée)
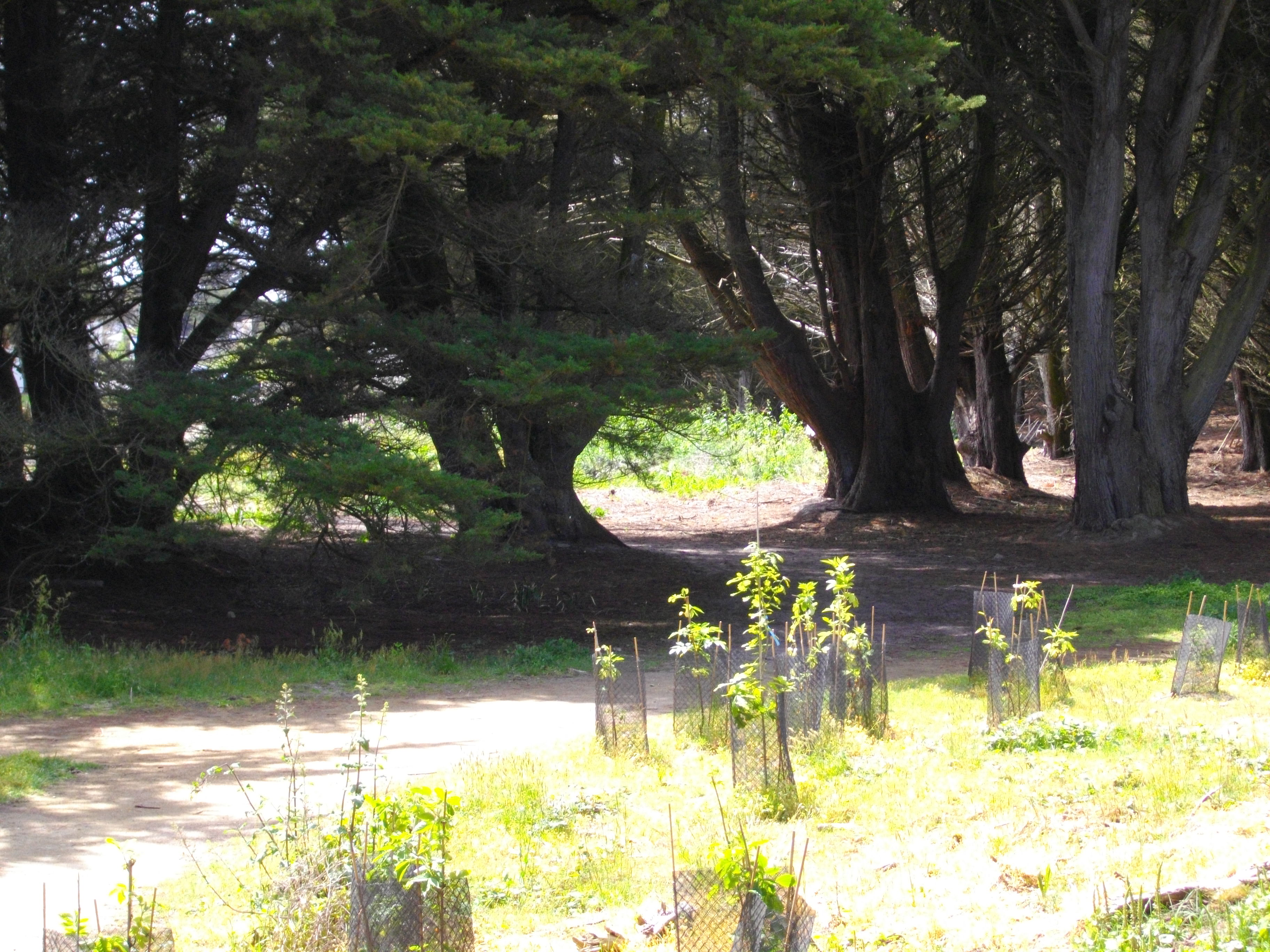
Replantation en sous-bois
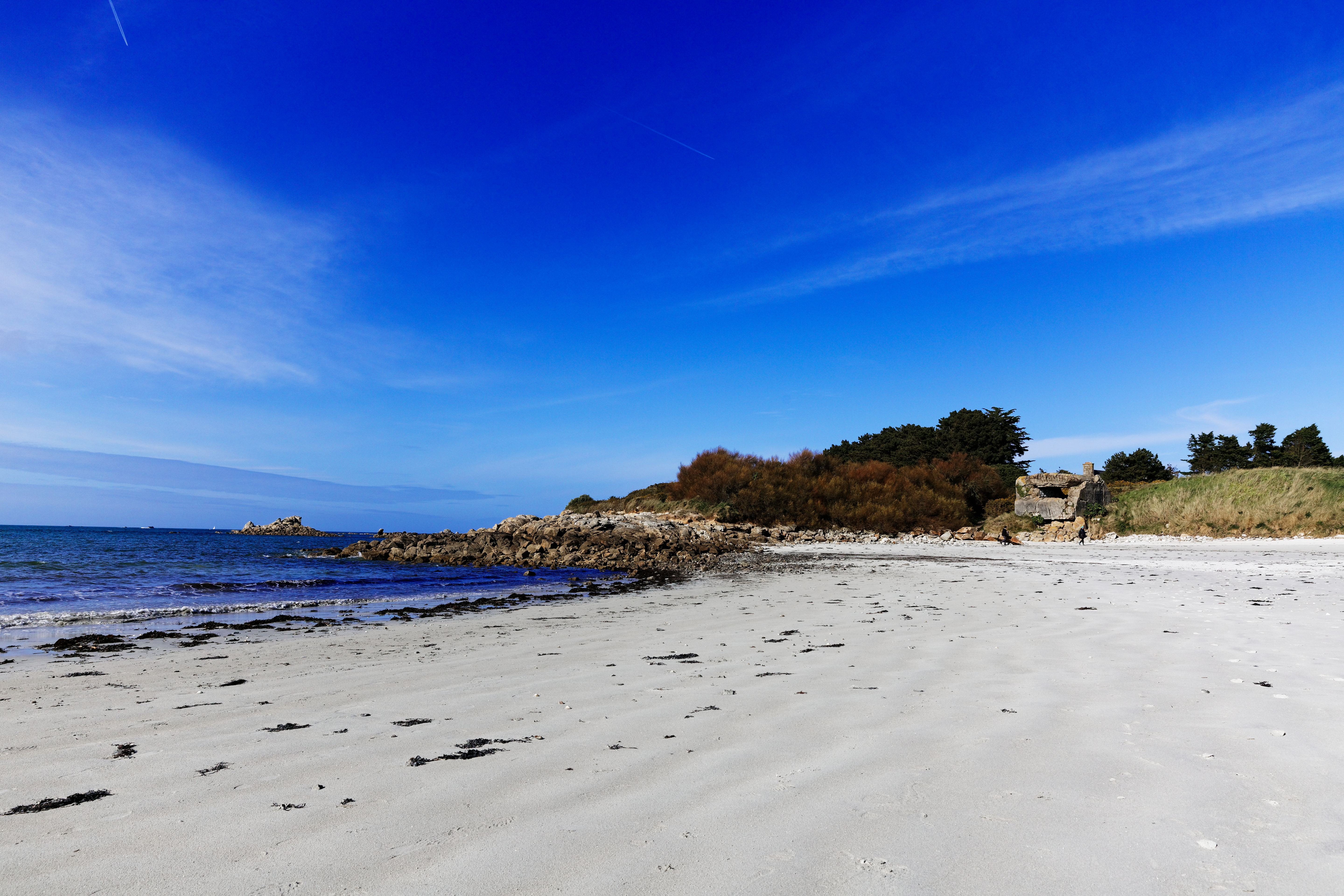
Plage
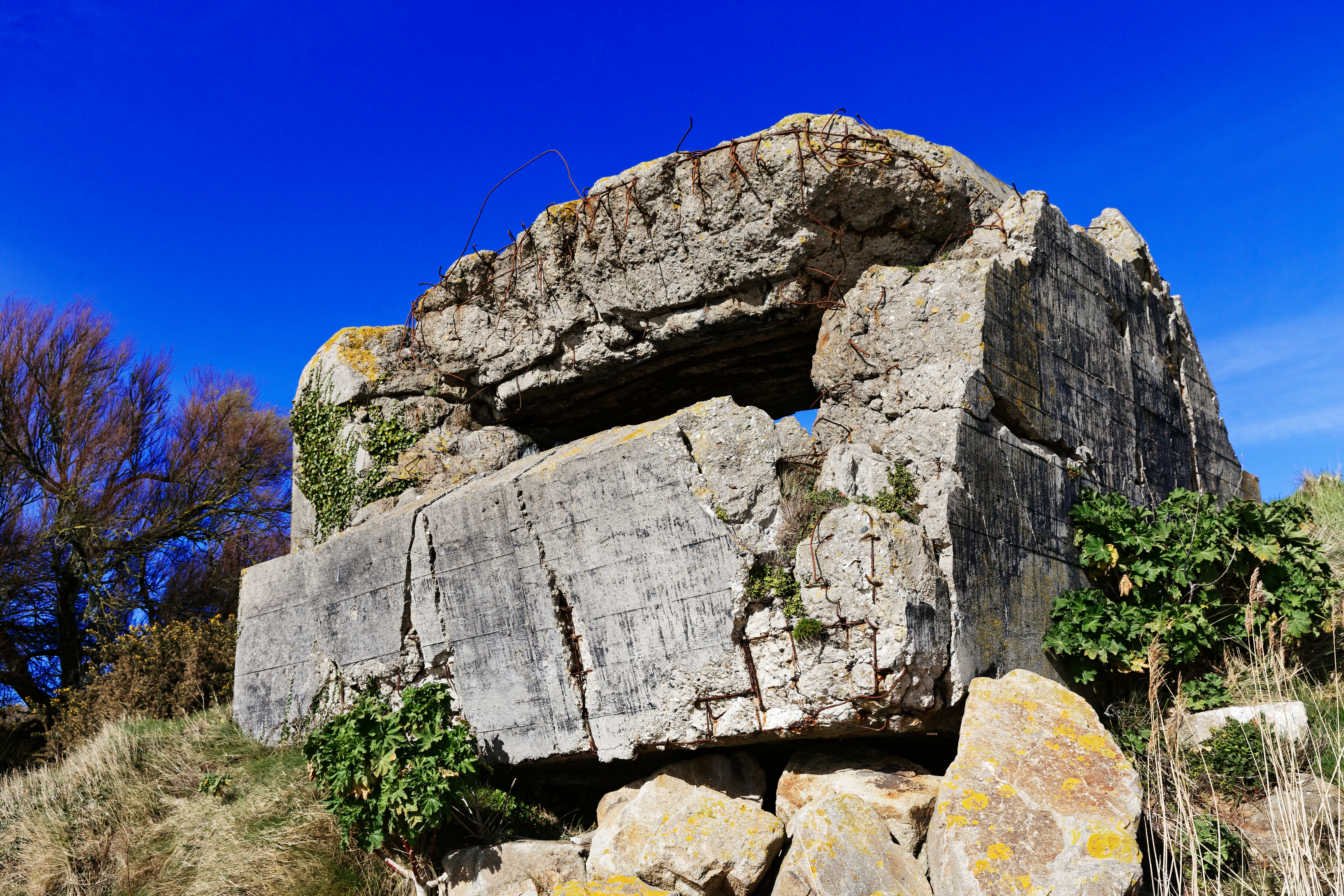
Bunker

### notes et références
1. ↑  Fondation Ildys
2. ↑  Conservatoire du littoral